# Avenida Juan Antonio Ríos (Talcahuano)
La Avenida Juan Antonio Ríos es una gran arteria vial de la comuna de Talcahuano en Chile. Su nombre fue puesto en honor al Presidente chileno Juan Antonio Ríos
La avenida Juan Antonio Ríos es un eje que conecta Avenida Gran Bretaña y Avenida La Marina, permitiendo la conectividad del sector Las Industrias, con el Puerto de San Vicente Gaete y El Arenal.

## Historia
La avenida ha ido creciendo junto el sector de Gaete, Las Industrias y San Vicente. Se convirtió en la conexión con los sectores industriales de la intercomuna, con el puerto de San Vicente. En la década de los 1980, se mejoró su conexión con Avenida Gran Bretaña, y se hizo una conexión vial con Avenida La Marina, atravesando terrenos de la Siderúrgica Huachipato. lo que unido a la construcción del nudo trompeta con la Autopista Concepción-Talcahuano, y el mejoramiento y extensión de Avenida Libertador Bernardo O'Higgins, se convirtió en la ruta al sector industrial y al Puerto de San Vicente, descongestionando así la Avenida Cristóbal Colón del tráfico de camiones. 

## Ubicación
La avenida se origina en la Ignacio Díaz, a un costado del Patio de Carga de la Estación El Arenal. Luego se une a la extensión de Avenida La Marina, cruza el sector de Gaete (oriente) y Las Industrias (poniente) dividiéndolos. Llega a la Rotonda Cementos Biobío en donde termina en el cruce con Avenida Gran Bretaña

## Prolongaciones
- En el noroeste:
  - Calle Ignacio Díaz, que se conecta con Malaquías Concha, España y Francisco Bilbao.
  - Avenida La Marina, que se conecta con Almirante Juan José Latorre.
  - Avenida Alto Horno
- En el sureste:
  - Avenida Gran Bretaña

## Puntos relevantes
Dentro de su trazado, la Avenida Juan Antonio Ríos pasa por los siguientes puntos relevantes dentro de la intercomuna:
- estación el Arenal
- Siderúrgica Huachipato
- Cementerio N° 2 de Talcahuano
- Cementos Biobío

- Datos: Q5713768